# 正月初二
正月初二是正月的第二天，也是农历新年第二天。標誌新的農曆一年開始，俗稱：開年。 香港在1982年首辦賀歲煙花，避免大年初一人多，於是於1985年起每年年初二晚香港時間晚上8時舉行香港賀歲煙花匯演至今。

## 大事紀
- 2016年2月8日－2月9日：香港農曆新年旺角騷亂
- 2018年2月17日：首次停辦香港賀歲煙花匯演
- 2020年起：因應社會運動及2019冠状病毒病，為避免因聚集，香港特區政府宣布停辦賀歲煙花匯演至2024年。

## 逝世
金世宗完颜雍

## 节假日和习俗
- 香港賀歲煙花匯演: 1985年至2019年每逢大年初二舉行至現在。1997年「粵海煙花賀新歲」首次有激光匯演，由粵海集團獨家贊助。
- 按傳統，香港新界鄉議局主席會到沙田車公廟為香港來年運程求籤。

- 「拜亲娘舅」日，成家男人要给亲娘舅拜年，初一丈夫本家，初二回妻子家。
- 自己的女儿已经出嫁正月初二要回自己的父母家，稱「回娘家」。
- 一些地区的习俗，在这一天要上坟祭祖或从事相关的活动。

## 其他内容
江南部分地区忌讳走亲访友。

## 参看
- 日历
- 腊月三十 - 正月初一 - 正月初二 - 正月初三 - 正月初四
- 腊月初二 - 正月初二 - 二月初二
- 正月 - 二月 - 三月 - 四月 - 五月 - 六月 - 七月 - 八月 - 九月 - 十月 - 十一月 - 腊月
- 公历1月2日